# Miro Baldo Bento
Miro Baldo Bento (Díli, 4 de junho de 1975) é um futebolista timorense. Atualmente, atua como atacante da Seleção Timorense de Futebol.